# Villadeati
Villadeati là một đô thị ở tỉnh Alessandria trong vùng Piedmont của Italia, có vị trí cách khoảng 35 km về phía đông của Torino và khoảng 40 km về phía tây bắc của Alessandria. Tại thời điểm ngày 31 tháng 12 năm 2004, đô thị này có dân số 513 người và diện tích là 14,5 km².
Đô thị Villadeati có các frazioni (các đơn vị cấp dưới, chủ yếu là các làng) Zanco, Lussello, Trittango, Pavo, Fontanina, và Vadarengo.
Villadeati giáp các đô thị: Alfiano Natta, Murisengo, Odalengo Grande, Odalengo Piccolo, Montiglio Monferrato, và Tonco.